# ۱۴۴۶ (میلادی)
۱۴۴۶ (میلادی) یکی از سال‌های گاه‌شماری میلادی بود.

## رویدادها
- سپتامبر - محمد دوم، سلطان امپراتوری عثمانی تحت فشار به نفع پدرش، مراد دوم، از سلطنت کناره‌گیری کرد.
- هانگول، رسم‌الخط زبان کره‌ای توسط سجونگ کبیر، پادشاه چوسان ابداع گشت.
- سلطان مراد دوم امیرنشین موریا را خراج‌گذار امپراتوری عثمانی ساخت.
- نونو تریستآو، کاشف و برده‌داری پرتغالی هنگامی که همراه تعداد دیگری از ملوانان پرتغالی به قصد جمع‌آوری برده در رودخانه ای در سنگال کنونی قایق‌رانی می‌کرد در کمین مهاجمان محلی قرار گرفته و در کنار تعداد زیادی از همراهانش کشته شد.
- واسیلی دوم، دوک بزرگ مسکو توسط دمیتریف پسر عموی خود نابینا شد.
- ساخت مسجد مسجد بدیه

## زادگان
- تاریخ احتمالی - پیترو پروجینو، نقاش ایتالیایی

## درگذشتگان
- ۱۵ آوریل - فیلیپو برونلسکی، معمار و مهندس ایتالیایی

‎